# Notholaena nigricans
Notholaena nigricans là một loài thực vật có mạch trong họ Adiantaceae. Loài này được (Willd.) Desv. miêu tả khoa học đầu tiên năm 1827.